# Прилике
Прилике је насеље у Србији у општини Ивањица у Моравичком округу. Према попису из 2022. било је 1112 становника (према попису из 1991. било је 1329 становника). Највише је познато по Земаљској сателитској станици која се налази непосредно уз магистрални пут. У близини се налазе црквица светог Илије на Градини и манастир Клисура.
Овде се налазе ОШ „Сретен Лазаревић” Прилике и Црква Светог Архангела Михаила у Приликама. Овде протиче река Грабовица. У близини је Прилички кисељак.

## Демографија
У насељу Прилике живи 1098 пунолетних становника, а просечна старост становништва износи 39,7 година (38,6 код мушкараца и 40,8 код жена). У насељу има 397 домаћинстава, а просечан број чланова по домаћинству је 3,51.
Ово насеље је великим делом насељено Србима (према попису из 2002. године).
|  |

| Демографија | Демографија | Демографија |
| Година      | Становника  | Становника  |
| ----------- | ----------- | ----------- |
| 1948.       | 1.343       |             |
| 1953.       | 1.383       |             |
| 1961.       | 1.328       |             |
| 1971.       | 1.359       |             |
| 1981.       | 1.351       |             |
| 1991.       | 1.329       | 1.317       |
| 2002.       | 1.395       | 1.416       |
| 2011.       | 1.321       |             |

| Етнички састав према попису из 2002.‍ | Етнички састав према попису из 2002.‍ | Етнички састав према попису из 2002.‍ | Етнички састав према попису из 2002.‍ | Етнички састав према попису из 2002.‍ |
| ------------------------------------ | ------------------------------------ | ------------------------------------ | ------------------------------------ | ------------------------------------ |
|                                      |                                      |                                      |                                      |                                      |
| Срби                                 | Срби                                 |                                      | 1.372                                | 98,35%                               |
| Црногорци                            | Црногорци                            |                                      | 6                                    | 0,43%                                |
| Хрвати                               | Хрвати                               |                                      | 1                                    | 0,07%                                |
| непознато                            | непознато                            |                                      | 3                                    | 0,21%                                |

| Година пописа     | 1948. | 1953. | 1961. | 1971. | 1981. | 1991. | 2002. |
| ----------------- | ----- | ----- | ----- | ----- | ----- | ----- | ----- |
| Број домаћинстава | 222   | 243   | 281   | 311   | 365   | 374   | 397   |

| Број чланова      | 1  | 2  | 3  | 4   | 5  | 6  | 7 | 8 | 9 | 10 и више | Просек |
| ----------------- | -- | -- | -- | --- | -- | -- | - | - | - | --------- | ------ |
| Број домаћинстава | 43 | 86 | 65 | 108 | 50 | 29 | 8 | 3 | 2 | 3         | 3,51   |

| Пол    | Укупно | Неожењен/Неудата | Ожењен/Удата | Удовац/Удовица | Разведен/Разведена | Непознато |
| ------ | ------ | ---------------- | ------------ | -------------- | ------------------ | --------- |
| Мушки  | 576    | 168              | 376          | 20             | 12                 | 0         |
| Женски | 588    | 105              | 381          | 90             | 12                 | 0         |
| УКУПНО | 1.164  | 273              | 757          | 110            | 24                 | 0         |

| Пол    | Укупно                    | Пољопривреда, лов и шумарство | Рибарство                            | Вађење руде и камена | Прерађивачка индустрија       |
| ------ | ------------------------- | ----------------------------- | ------------------------------------ | -------------------- | ----------------------------- |
| Мушки  | 297                       | 79                            | 0                                    | 0                    | 100                           |
| Женски | 231                       | 28                            | 0                                    | 0                    | 126                           |
| УКУПНО | 528                       | 107                           | 0                                    | 0                    | 226                           |
| Пол    | Производња и снабдевање   | Грађевинарство                | Трговина                             | Хотели и ресторани   | Саобраћај, складиштење и везе |
| Мушки  | 3                         | 23                            | 16                                   | 14                   | 32                            |
| Женски | 0                         | 4                             | 18                                   | 7                    | 7                             |
| УКУПНО | 3                         | 27                            | 34                                   | 21                   | 39                            |
| Пол    | Финансијско посредовање   | Некретнине                    | Државна управа и одбрана             | Образовање           | Здравствени и социјални рад   |
| Мушки  | 2                         | 2                             | 6                                    | 12                   | 2                             |
| Женски | 1                         | 2                             | 5                                    | 16                   | 17                            |
| УКУПНО | 3                         | 4                             | 11                                   | 28                   | 19                            |
| Пол    | Остале услужне активности | Приватна домаћинства          | Екстериторијалне организације и тела | Непознато            | Непознато                     |
| Мушки  | 3                         | 0                             | 0                                    | 3                    | 3                             |
| Женски | 0                         | 0                             | 0                                    | 0                    | 0                             |
| УКУПНО | 3                         | 0                             | 0                                    | 3                    | 3                             |